# Épater la bourgeoisie
Épater la bourgeoisie o épater le (or les) bourgeois, in italiano 'sbalordire il borghese', è una locuzione in lingua francese che divenne popolare nel XIX secolo all'interno del movimento decadentista rappresentato da Charles Baudelaire e Arthur Rimbaud.